# Mujeres Libres

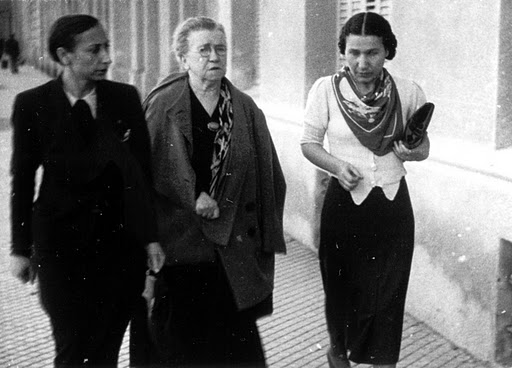
Основательница организации Люсия Санчес Саорниль (слева) и Эмма Голдман (в центре)

Mujeres Libres (Мухе́рес Ли́брес, исп. Свободные женщины) — женская анархистская организация периода Второй Испанской Республики. Была основана в 1936 году (соосновательницами стали Люсия Санчес Саорниль, Ампаро Поч Гаскон и  Мерсе́дес Комапосада), и насчитывала в своих рядах около 30 000 участниц. Mujeres Libres основывались на идее «двойной борьбы», то есть боролись за равноправие женщин и за социальную революцию, доказывая что обе эти цели являются одинаково важными и должны осуществляться параллельно.
Mujeres Libres отказывались идентифицировать себя как феминистскую организацию, так как считали, что феминизм является буржуазным явлением. А также, в отличие от некоторых других левых испанских женских организаций того времени, стремились остаться автономными от анархистских CNT, FAI и FIJL, так как считали, что и в этих организациях, которые на словах провозглашали полный отказ от доминирования и иерархии, происходит ущемление прав женщин. Тем не менее, Mujeres Libres считали свою деятельность частью общей  социализм борьбы, которую вели все анархистские организации.